# Be Yourself Tonight
Be Yourself Tonight es el quinto álbum de estudio del dúo británico Eurythmics, publicado en 1985 por RCA Records y producido por David A. Stewart.

## Lista de canciones
Todas las canciones escritas y compuestas por Annie Lennox y David A. Stewart, except where noted. 
| N.º | Título                                                          | Duración |  |
| 1.  | «Would I Lie to You?»                                           | 4:25     |  |
| 2.  | «There Must Be an Angel»                                        | 5:22     |  |
| 3.  | «I Love You Like a Ball and Chain»                              | 4:04     |  |
| 4.  | «Sisters Are Doin' It for Themselves» (con Aretha Franklin)     | 5:54     |  |
| 5.  | «Conditioned Soul»                                              | 4:30     |  |
| 6.  | «Adrian»                                                        | 4:29     |  |
| 7.  | «It's Alright (Baby's Coming Back)»                             | 3:45     |  |
| 8.  | «Here Comes That Sinking Feeling»                               | 5:40     |  |
| 9.  | «Better to Have Lost in Love (Than Never to Have Loved at All)» | 5:06     |  |